# Aitub
Aitub (אֲחִיטוּב Aḥiṭub o Aḥiṭuv 'mi hermano es bondad') puede referirse a las siguientes personas en la Biblia:
- Aitub (Sumo Sacerdote), Sumos Sacerdotes de Israel, hijo de Finees, nieto de Eli
- Ahitub, padre de Sadoc, nieto de Meraioth
- Ahitub, nieto de Azarías, un descendiente sacerdotal a través de la línea sacerdotal del primer Sadoc, mencionado en 1 Crónicas 6:11-12. [1] este Ahitub también tuvo un hijo (o probablemente nieto) llamado Sadoc. Este Ahitub pudo haber sido sumo sacerdote en la época posterior de los reyes, pero también pudo no haber sido sumo sacerdote. Se convirtió en el antepasado de los sumos sacerdotes posteriores, que sirvieron durante la caída de Jerusalén y después del exilio.
- Ahitub, antepasado de una persona mencionada en Nehemías 11:11.[2] Esta persona podría ser una de las tres personas mencionadas anteriormente, pero probablemente no lo sea.